# Dallia admirabilis
Dallia admirabilis är en fiskart som beskrevs av Chereshnev, 1980. Dallia admirabilis ingår i släktet Dallia och familjen Umbridae. Inga underarter finns listade i Catalogue of Life.